# Vojislav Marinković
Vojislav Marinković (ur. 13 maja 1876, zm. 18 września 1935) – serbski polityk i ekonomista. Uzyskał doktorat z prawa i ekonomii w Paryżu. Minister gospodarki Sebii (1914-1917). Członek serbskiej delegacji na konferencji wersalskiej. Minister spraw zagranicznych SHS (czerwiec-listopad 1924 i 1927-1932). Premier Jugosławii (kwiecień-czerwiec 1932). W 1931 otrzymał Order Orła Białego.